# Peteliacma
Peteliacma là một chi bướm đêm thuộc phân họ Tortricinae của họ Tortricidae.

## Các loài
- Peteliacma torrescens Meyrick, 1912